# Robin Hood: Beyond Sherwood Forest
Robin Hood: Beyond Sherwood Forest (Originaltitel: Beyond Sherwood Forest) ist ein kanadischer Fernsehfilm aus dem Jahr 2009. Der Fantasyfilm, der auf Motiven der Robin-Hood-Sage basiert, wurde von Regisseur Peter DeLuise für den Sender Syfy umgesetzt.

## Handlung
1174: Der junge Robin Hood muss mitansehen, wie sein Vater William bei einer Drachenjagd von Malcolm hinterrücks getötet wird. Der betrügerische Malcolm nimmt den Drachen, der die Gestalt einer jungen Frau angenommen hat, mit.
15 Jahre später ist Robin Hood erwachsen und zieht mit seinen Getreuen Little John und Gareth durch die Wälder von Nottingham, um Prinz John um seine Steuergelder zu erleichtern und das Geld den Armen zu geben. Malcolm ist mittlerweile Sheriff von Nottingham und enger Freund des Prinzen, der Richard Löwenherz vertritt. Robin Hood ist ihm ein Dorn im Auge, da kommt es ihm gerade recht, dass Marianne, die eigentlich den Prinzen von Frankreich heiraten sollte, sich Robin Hood, ihrer alten Jugendliebe, angeschlossen hat. Er lässt den Drachen los und bringt so die Bewohner der Dörfer gegen Robin Hood auf.
Robin versucht nun mit Will Scarlet und Little John den Drachen aufzuhalten. Dazu muss er in den dunklen Wald gehen, den er mit Hilfe eines Portals erreicht. Dort erfährt er die Wahrheit über den Drachen: einst war Alina eine Bewohnerin der Parallelwelt, wurde jedoch von den anderen Bewohnern verstoßen. Das Sonnenlicht löst die Verwandlung aus und Malcolm erpresst sie, da er ihr Herz herausgeschnitten hat und an einem geheimen Ort aufbewahrt. Malcolm hat in der Zwischenzeit Marianne und Gareth gefangen. Mit Hilfe eines Briefes, der belegt, dass Prinz John den König von Frankreich ermorden lassen wollte, will er diesen erpressen und so selbst den Thron besteigen. Marianne vernichtet jedoch den Brief. Als Robin seine Freunde befreien will, wird er selbst gefangen genommen. Er kann jedoch mit Hilfe von Gareth entkommen und versucht nun die Hinrichtung zu verhindern. In ein Duell zwischen ihm und Malcolm greift der Drache ein, der sehr schwer verletzt wird und stirbt. Robin kann durch diese Ablenkung Malcolm töten.
Mit dem Inhalt des Briefs erpresst er Prinz John, Marianne freizugeben, verschweigt jedoch, dass der Brief nicht mehr existent ist.

## Veröffentlichung
Der Film wurde für den kanadischen Sender Syfy gedreht und dort am 28. September 2009 ausgestrahlt. Die deutsche Verleihversion erschien am 4. Februar 2011, die Kaufversion am 14. März desselben Jahres.

## Kritik
Der Film wurde generell nicht gut bewertet. Vielen Kritikern gefiel das substanzlose Drehbuch nicht, das sich zu sehr von der Originalsage entfernte.

„Die größte Schwäche ist jedoch die Unstimmigkeit des Drehbuchs. ‚Beyond Sherwood Forest‘ funktioniert weder als ‚Robin Hood‘-Variante, noch als auf eigenen Füßen laufender Fantasy-Streifen. Dafür inszenierte ihn der aus ‚21 Jump Street‘ und ‚SeaQuest‘ bekannte Darsteller Peter DeLuise (Sohn von Comedy-Legende Dom DeLuise) zu sehr wie den TV-Pilotfilm einer nie verwirklichten Serie.“

„Beim Syfy Channel haben sie noch jede Menge animierte Drachen auf der Festplatte, und wenn im Kino ein Mittelalterstoff Erfolg feiert (wie kurz zuvor der Robin Hood mit Russell Crowe), dann können sie der Versuchung nicht widerstehen, beides miteinander zu verquicken. Doch damit nicht genug: Der Drache stammt aus einer anderen Dimension, und Robin und seine Mannen folgen ihm, um Abenteuer in einer verzauberten (blauen) Gegenwelt zu erleben. Kein Fall für Originalstory-Puristen also, aber bestimmt einer für Leute auf der Suche nach fantastischem Eskapismus.“